# 撸时代
撸时代是由喷TA秀工作室于2013年10月11日所出品的一部网络动画，该动画的发行者为penta工作室，导演为李豪凌（而第二季则为史涓生），编剧则为尔康（而第二季则为猴子骑狗），制片人则为伊芙蕾雅。该动画的风格类似于《十万个冷笑话》，背景取材于《英雄联盟》，而剧情则讲述了一群热爱《英雄联盟》的当代中国大陆大学生的日常生活故事。目前该动画已推出第一季与第二季，其中第一季于2013年10月18日开播，而第二季则于2014年11月26日开播。

## 主要角色

### KYA
| 名字   | 介紹 | 遊戲職業       |
| 毛志强 | 故事主角，男，21岁，东华大学学生，单身，自称异性恋，绰号小毛/阿毛，毛天天的弟弟。其经常被其舍友“欺负”。曾用学习机键盘和滚珠鼠标打游戏。第五集开以成年形象登场的毛志强与成年孙亚楠对话中得知其成年后将成为一位“大明星”，（喜欢楠楠第七集以表白可是楠楠没听见）。 | 輔助（SUP）    |
| 孙亚楠 | 故事女主角，20岁。是面容姣好且身材劲爆的御姐（曾经是希望长高的贫乳萝莉）。英雄联盟玩的很好。看似温顺乖巧，但非常易怒。生气时会变成怪力猛男，并且力大无比（战斗力满级MAX+）。争强好胜且不服输，喜欢与毛志强等人吵架，每次都以胜利告终。 | 中单法師（AP） |
| 卢少龙 | 毛志强舍友之一，男，东华大学学生，暗恋毛志强姐姐毛天天。与毛天天有莫名的默契。经常用“蠢b”骂人。硬盘里存过2个T的毛片，在停电之夜硬盘烧毁，毛片全无。在黑店被老板骂后心情不爽，然后看到奖金一万时动心，推测个人经费有问题。在第二季剪了短发。成年后扎起小辫。 | 打野（JG）     |
| 叶娇阳 | 毛志强舍友之一，男，东华大学学生，温柔至极的大胖子娘娘腔，戴一顶棕色卷发。据说在变胖前是位帅哥。 | 上单（TOP）    |
| 武九   | 毛志强舍友之一，男，东华大学学生，一只狗的形象，用闽南腔调说话（H\F分不清的春晚老梗，第二季某集中看一本《胡建人讲普通话》暴露他对自己的口音自豪），毛志强宿舍里较为有钱的人。绰号九哥，身世迷离，据说曾有人看见过他背后的纹身。（于9集ED中所出现的狗耳背影为武九的真身），第二季第九集再次出现真身的背部（有纹身），以前的情人在片尾再次出现。 | 下路（ADC）    |
| 毛天天 | 第二集出场，毛志强姐姐，孙亚楠舍友，被卢少龙称作女神。奔放且狂野。腐女。卢少龙的暗恋对象。与卢少龙有莫名的默契。 | 候补           |
| 杨佑川 | 口头禅是“噢呦”，为人乍看十分高冷，实则略带蠢萌属性。会做出走路撞到玻璃、摁错电源开关、拿错钥匙，结果掰断、戴着耳机离开屏幕结果拉掉键盘之类的蠢事。和网吧配的四个零散的报名者临时组成的队伍，20分钟GG掉一个队伍，貌似对毛天天有特殊的感觉。在决赛中带领ZXCV战队取得最后的胜利！ 打游戏从来没有输过，却在第二部第三集里败给了李杏子并且因此而加入KYA战队。 被黄子然和李杏子评价“这个人一旦认真起来谁也打不过他。”第九集拒绝了黄子然的邀请（去其所在的职业战队） | 候补           |